# 6910 Ikeguchi
6910 Ikeguchi este un asteroid din centura principală de asteroizi.

## Descriere
6910 Ikeguchi este un asteroid din centura principală de asteroizi. A fost descoperit pe 17 martie 1991 la Kiyosato de Satoru Ōtomo și Osamu Muramatsu. Asteroidul prezintă o orbită caracterizată de o semiaxă mare de 3,05 ua, o excentricitate de 0,04 și o înclinație de 9,1° în raport cu ecliptica.